# Руска одбрана
Овај чланак користи алгебарску шаховску нотацију како би се описали шаховски потези.
Руска одбрана је шаховско отварање које почиње потезима:
1. е4 е5 2. Сф3 Сф6

## Карактеристике
Црни се не задовољава одбраном е-пешака, већ сам напада бели центар. После измене пешака одбрану позиције црног преузеће добро постављене фигуре. Мада у неку руку пасивна, црна позиција је веома отпорна, а предности белог су минималне.